# GT Krush Rebel Lease
Grant Thornton Krush Rebel Lease (afgekort GT Krush Rebel Lease) is een Nederlandse vrouwenwielerploeg. Voorheen heette de ploeg Biehler Krush en Grant Thornton Krush Tunap.

## Geschiedenis
De ploeg werd opgericht voor het seizoen 2019 en komt voort uit het SWABO Women Development Team, een samenwerking tussen drie amateur wielerverenigingen uit Zuid-Holland: LRTV Swift uit Leiden, WV Avanti uit Alphen aan den Rijn en RTV de Bollenstreek uit Lisse.
In 2019 was Biehler hoofdsponsor. In 2020 werd het fietsmerk Krush medenaamgever. In 2021 ging de ploeg verder zonder sponsor Biehler, maar met Grant Thornton (accountants) en Tunap Sports (fietsproducten) en heet de ploeg voluit Grant Thornton Krush Bikes Tunap Sports. In 2023 kwam Rebel Lease erbij als sponsor van het team.

## Teamleden

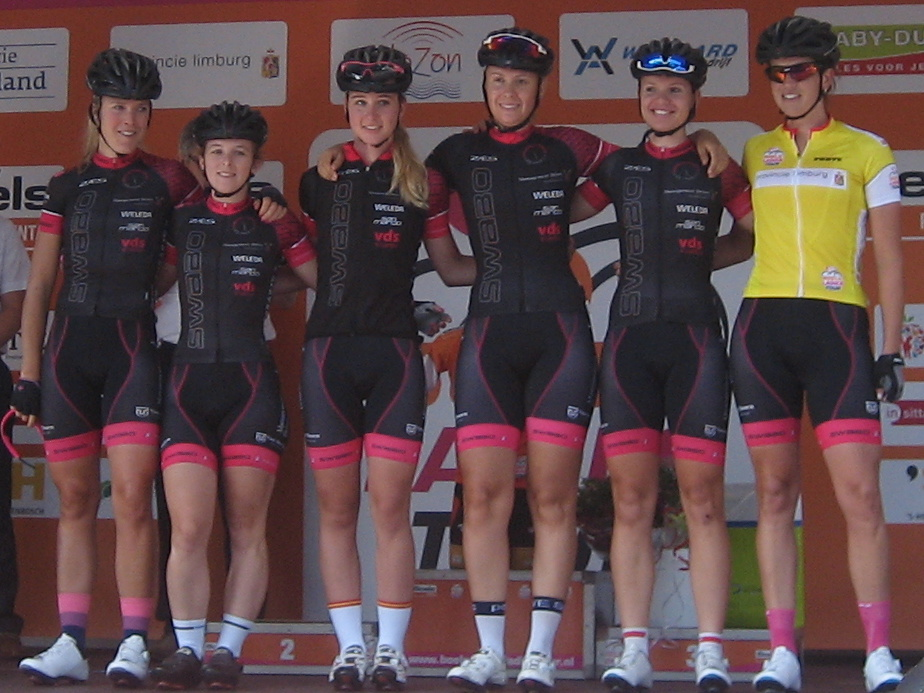
Swabo Ladies in de Holland Ladies Tour 2016.

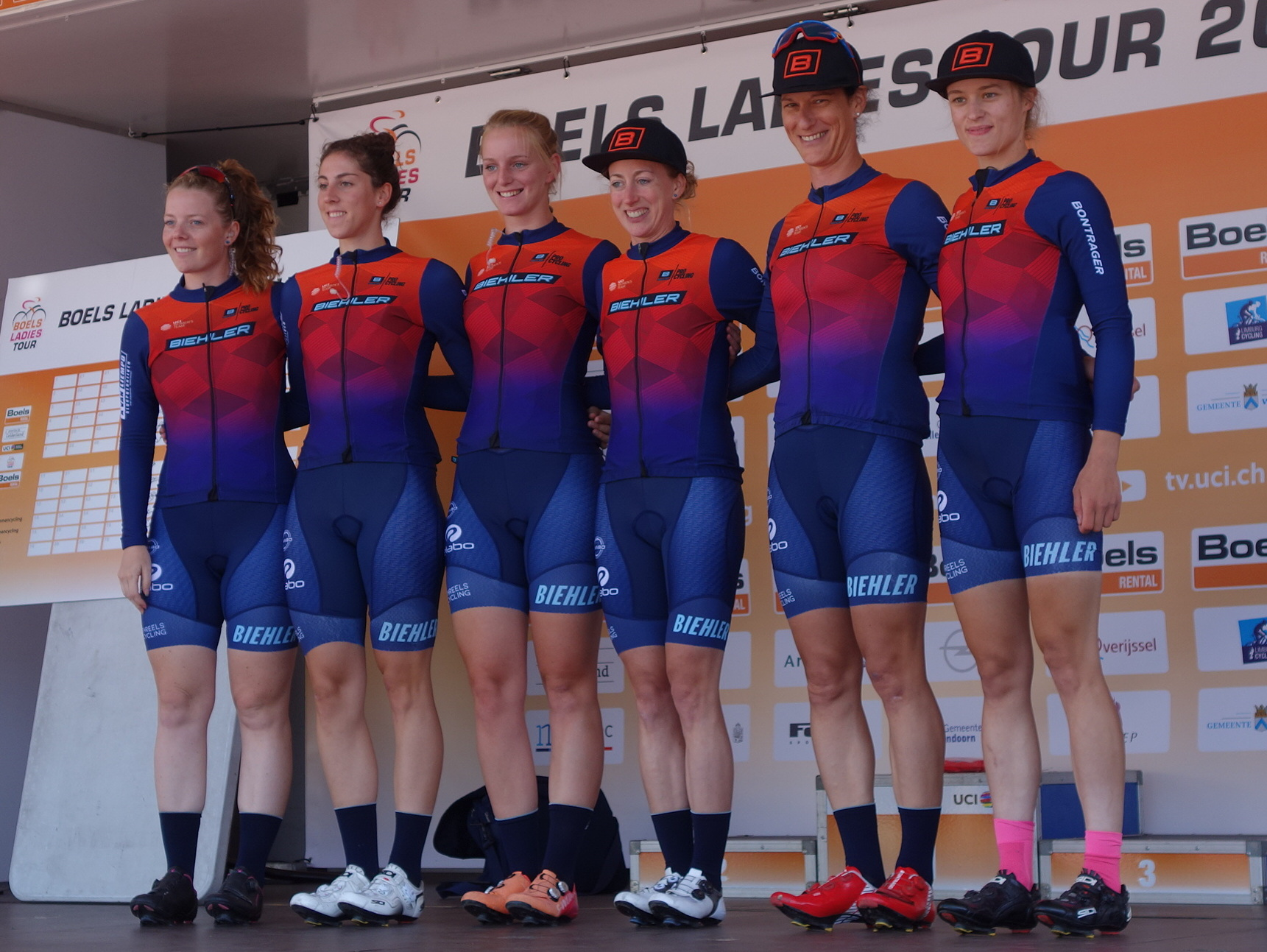
De ploeg in de Boels Ladies Tour 2019.

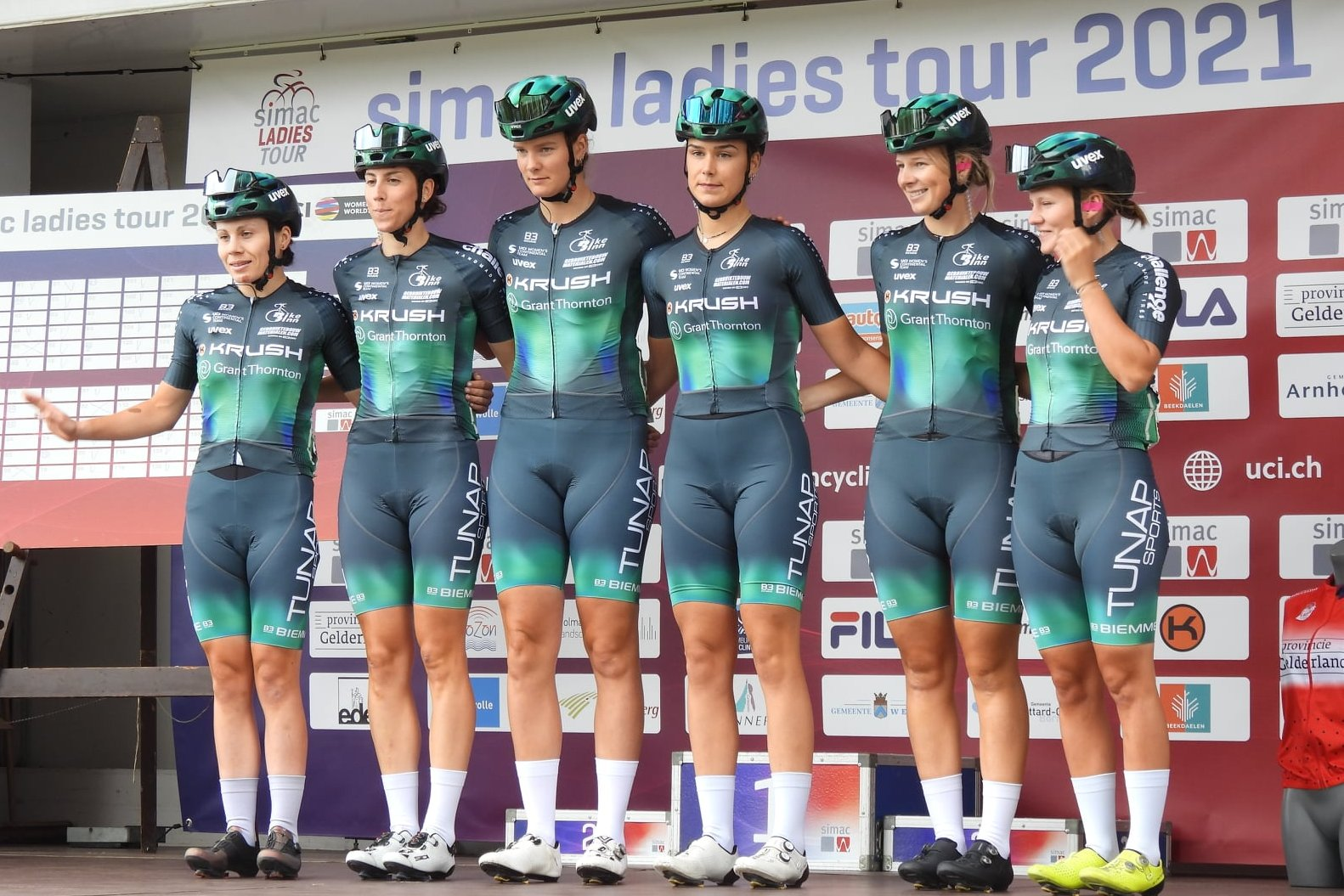
De ploeg in de Simac Ladies Tour 2021.

### Team 2023
| Naam                   | Geboortedatum | Vorige ploeg         |
| ---------------------- | ------------- | -------------------- |
| Silje Bader            | 24-09-2005    |                      |
| Marissa Baks           | 05-12-1998    |                      |
| Henrietta Colborne     | 20-04-1998    | Bizkaia-Durango      |
| Britt de Grave         | 15-02-2004    |                      |
| Femke de Vries         | 16-04-1994    |                      |
| Pien Limpens           | 24-02-2001    | Parkhotel Valkenburg |
| Anniek Mos             | 13-10-2001    |                      |
| Meike Uiterwijk Winkel | 04-12-1999    | Parkhotel Valkenburg |
| Renée van Hout         | 17-04-2001    |                      |
| Zoë van Velzen         | 07-01-2005    | Talent Cycling       |
| Lieke van Zeelst       | 07-11-1997    |                      |
| Lea Waldhoff           | 20-03-2002    | Talent Cycling       |

### Oud rensters
- Teuntje Beekhuis (2019)
- Anneke Dijkstra (2022-2023)
- Maike van der Duin (2020)
- Senna Feron (2020)
- Natalie van Gogh (2019)
- Daniek Hengeveld (2021-2022)
- Roos Hoogeboom (2019-2020)

## Overwinningen
2019
 Nederlands kampioene Strandrace, Natalie van Gogh
2021
 Zweeds kampioen tijdrijden, elite: Nathalie Eklund
Proloog Belgrade GP Woman Tour: Daniek Hengeveld